# Valentin Petrovič Gluško
Valentin Petrovič Gluško (in russo Валентин Петрович Глушко?; Odessa, 2 settembre 1908 – 10 gennaio 1989) è stato un ingegnere aeronautico e politico sovietico.

## Biografia
Figlio di un'infermiera, iniziò ad appassionarsi all'età di 13 anni all'aeronautica. Da ragazzo frequentò un istituto tecnico ad Odessa. Durante questi anni fece vari esperimenti e costruì razzi rudimentali utilizzando l'esplosivo inesploso di residuati bellici risalenti ancora all'epoca della rivoluzione.
Negli anni successivi Gluško si iscrisse a Leningrado alla facoltà di matematica e fisica, ma abbandonò gli studi nell'aprile del 1929. Dal 1929 al 1930 condusse una serie di esperimenti presso i laboratori del G.I.R.D., divenendo membro di quest'ultimo l'anno seguente.
In seguito alle "purghe" effettuate da Stalin nel 1938, Gluško venne arrestato il 23 aprile dello stesso anno. Il 15 agosto 1939 venne quindi condannato ad otto anni di Gulag, ma ciò nonostante gli fu permesso di collaborare insieme ad altri scienziati ai quali era toccata una sorte simile e fu internato in una šaraška.
Nel 1938 Gluško denunciò il responsabile del progetto al quale stava lavorando, accusando Sergej Korolëv, e facendo sì che quest'ultimo venisse condannato a sei anni di reclusione in un gulag siberiano. Dopo un paio d'anni Gluško chiese però alle autorità di avere la collaborazione di Korolëv, che fu trasferito nel suo stesso campo di lavoro per scienziati. Va specificato che Korolëv fu sempre il maggiore avversario di Gluško, e che questa rivalità fu causa di innumerevoli scontri tra i due anche negli anni successivi.
Nel 1944 infine Gluško venne rilasciato ed a fine della seconda guerra mondiale venne inviato in Europa per condurre delle ricerche sui V2 tedeschi. Nel 1946 divenne il responsabile del reparto OKB 456, rimanendo al vertice di esso fino al 1974. Durante questi anni le sue ricerche si concentrarono principalmente sulla ricerca dei motori per vettori.
Fu quindi tra i maggiori artefici dei motori RD-101 per il razzo R-2, dei motori RD-110 per il razzo R-3 e per i due modelli seguenti R-5 e R-6. Nel 1974 dopo che Leonid Il'ič Brežnev aveva dimesso Vasilij Pavlovič Mišin, egli divenne il responsabile del OKB-1. Gluško cancellò quindi il progetto dei suoi predecessori per la costruzione del vettore N1 e si dedicò principalmente fino alla sua morte alla progettazione dei vettori che dovevano portare in orbita lo Shuttle sovietico del Programma Buran.
Contrariamente a quanto avvenne per i suoi predecessori Sergej Pavlovič Korolëv e Vasilij Pavlovič Mišin, Gluško non poté mai contare su appoggi politici di rilievo ed il suo lavoro rimase sostanzialmente nell'ombra di quello dei suo predecessori. Il suo carattere testardo gli aveva procurato numerosi nemici ed i già fragili rapporti che aveva con Korolëv, furono completamente compromessi in seguito alle divergenze avute al riguardo della progettazione del vettore N1.
Uno dei suoi errori più clamorosi fu quello di respingere ogni tipo di progetto che prevedeva un vettore alimentato ad idrogeno, motivo per il quale l'OKB-456 non riuscì mai a costruire un vettore con camere di combustione di grande dimensioni, quale quelle del Saturn V. Gluško rimediò a questa mancanza dotando tutti i vettori di sua progettazione con più camere di combustione alimentate da una singola pompa di dimensioni notevoli. Tale soluzione fu quindi anche applicata nella progettazione del vettore Energia, che doveva portare in orbita lo Shuttle sovietico Buran.
Nel 1989 infine Gluško che si trovava a capo del progetto NPO Energija fu sostituito da Jurij Semënov.